# Yasmine Mustafa
Yasmine Mustafa (em árabe: ياسمين مصطفى; nascida em 1982) é diretora executiva, empresária e ativista estadunidense. Ela é originalmente da Palestina, mas nasceu no Kuwait.

## Vida pregressa
Yasmine Mustafa nasceu no Kuwait, localizado no canto noroeste do Golfo Pérsico, e viveu lá até os oito anos de idade. Ela tinha oito anos quando a Guerra do Golfo começou. Ela foi forçada a evacuar com sua família e se mudou para os Estados Unidos. Depois disso seu irmão mais novo nasceu. A família se estabeleceu na Filadélfia, onde Yasmine Mustafa aprendeu inglês e passou o resto de sua infância.
Seu primeiro emprego foi trabalhar em uma loja 7-Eleven de propriedade de seu pai. Ela entrou no mundo da tecnologia quando tinha 24 anos e estagiou em uma empresa de consultoria de tecnologia durante o programa de empreendedorismo da Universidade Temple, na Filadélfia. Ela trabalhou para subir na empresa e recebeu uma oferta de emprego do proprietário da empresa, Skip Shuda, depois de se formar na faculdade. Enquanto trabalhava nesta empresa de tecnologia, ela teve a ideia de sua primeira empresa, a 123LinkIt.

## Vida profissional
Yasmine Mustafa frequentou a Universidade Temple em meio período, financiando sua própria educação e graduando-se com distinção acadêmica em 2006. Em 2009, ela fundou a 123LinkIt, uma empresa para ajudar escritores a ganhar dinheiro com seus blogs. Ela também fundou o capítulo da Filadélfia da Girl Develop It, uma organização sem fins lucrativos que ensina desenvolvimento web e de software para mulheres.

Yasmine Mustafa é diretora executiva e co-fundadora da ROAR for Good, lançada em 2015. Yasmine Mustafa teve a ideia da organização quando tinha 30 anos e viajava por países espanhóis por seis meses. Durante a viagem, ela ouviu histórias de horror sobre mulheres que haviam sido agredidas ou assediadas sexualmente e, quando voltou da viagem, descobriu que sua vizinha havia sido severamente espancada e estuprada. Essas histórias a fizeram perceber a prevalência da violência contra as mulheres e ela queria fazer algo a respeito.
Depois de fazer pesquisas, ela e sua equipe perceberam que algo precisava ser feito para ajudar as pessoas que haviam sido atacadas, mas que não pudesse ser usado contra elas. Elas tiveram a ideia de “Athena”, que parece bonita o suficiente para as mulheres usarem, dissuade os invasores com uma mensagem de alerta audível e notifica contatos pré-selecionados sobre a localização do usuário quando pressionado.
Girl Develop It
O capítulo da Filadélfia da Girl Develop It (GDI) também foi fundado por Yasmine Mustafa. Ela aprendeu sobre GDI do Twitter e se inscreveu e concluiu um de seus cursos. Depois de terminar o curso, ela abordou o instrutor do curso (o fundador da GDI) e conversou com ela sobre a expansão. A GDI foi levada para a Filadélfia seis meses depois, graças a Yasmine Mustafa.

## Reconhecimento
Em 2016, Yasmine Mustafa foi reconhecida como uma das 100 Mulheres mais inspiradoras do mundo pela BBC.